# Fort McIntosh (Pennsylvanie)
Fort McIntosh est un ancien poste militaire de la Continental Army construit en 1778 durant la guerre d'indépendance des États-Unis près de la ville actuelle de Beaver en Pennsylvanie.
Nommé en l'honneur du général Lachlan McIntosh, il était destiné à protéger la frontière occidentale de possibles incursions des Britanniques et de leurs alliés amérindiens. Il fut abandonné en 1788.